# سیارک ۲۷۶۰
سیارک ۲۷۶۰ (به انگلیسی: 2760 Kacha، نامگذاری:1980TU6) دو هزار و هفتصد و شصتمین سیارک کشف شده‌است که در ۸ اکتبر ۱۹۸۰ کشف شد.
قدر مطلق سیارک برابر ۱۰٫۰۴ است.